# 갈채 (1995년 드라마)
《갈채》는 1995년 3월 8일부터 1995년 5월 4일까지 방영된 KBS 2TV 수목 미니시리즈 작품이다.
이 드라마 작품은 스타와 그에 열광하는 신세대의 허상과 실상을 그림으로써 자신의 꿈을 이루기 위해 노력하는 바람직한 청소년상을 제시한다는 기획 의도로, 가요계의 스타 만들기 작전, 매니저와의 관계, 스타가 겪어야 하는 고독과 허망함 등을 상당히도 가감없이 보여주었다.

## 줄거리
아무리 최고의 인기를 누리나 늘 정상에서 밀려날 걱정 때문에 불안에 떠는 록 음악 가수 민태인, 출생의 비밀을 안고 있으며 천재적 재능을 갖춘 가수 지망생 서주희, 주희를 사랑하는 컴퓨터 공학도로 진정한 스타는 자신의 삶을 평범하지만 알차게 꾸려가는 사람임을 보여주는 김종현, 세 사람의 이야기를 그린다.

## 등장 인물
- 최용준(민태인)
- 황인정(서주희)
- 이세창(김종현)
- 이석(황윤오)
- 박영규(선우 혁)
- 박근형
- 이미영
- 전무송
- 김자옥
- 장동직
- 정신우
- 배윤진
- 고준석
- 이승우
- 김한석
- 이준우

## 참고

### 제작
- 1994년 4월부터 준비 작업에 들어갔으며 당초 <느낌> 후속 24부작 수목극이었는데, 1994년 8월 24일 첫 회가 나갈 예정이었다.
- 제작이 늦어지자, KBS는 10부작이었던 <느낌>을 6부 늘린 16부작으로 끝내는 한편 <갈채>는 24부작 수목극으로 1994년 9월 초 첫 회를 방영하기로 하였다.
- 제작이 더 늦어지자, KBS는 느낌을 4편 늘린 20부작, 4부 늘린 24부작으로 종영하기로 하였고, <갈채> 자리에는 16부작 창공을 대체 편성하여 1994년 10월 12일 첫 회를 내보내기로 결정하였다. <갈채>는 1994년 12월 1일 첫 회가 나갈 예정이었다.
- KBS 드라마본부의 이민홍 PD가 1994년 12월 갑작스러운 질병 때문에 입원 치료를 받는 관계로, 곽기원 PD가 연출을 대신 맡게 되자 드라마 편성이 당분간 보류됐다.
- 아울러, 창공은 당초 1994년 10월 12일 첫 회 예정이었으며 강문영, 김보성, 이리노가 출연할 계획이었다.
- 하지만, 이들이 연출진과의 마찰과 개인적인 스케줄 등으로 하차하여 편성이 불발되자 KBS는 8부작 수목 미니시리즈 숨은 그림 찾기와 외주제작 대하드라마 인간의 땅을 대체 편성했다.
- 이 때문에 24부작으로 끝낼 예정이었던 느낌은 16부작으로 막을 내렸으며 <갈채>는 뒷날 인간의 땅 후속으로 1995년 3월 1일 첫 회가 나갈 예정이었고[1] 창공은 <갈채> 후속으로 변경된 동시에 나현희, 손창준, 하환근 등이 대타로 합류한 바 있다.
- 하지만, 외주제작 드라마 인간의 땅이 조기종영(50회→40회)되자[2] KBS는 4부작 특집극 땅울림을 대체 편성했으며, <갈채>는 땅울림 후속으로 바뀌었다.

### 캐스팅
- 사실성을 높이기 위해 조연급과 주인공 민태인 역 외엔 신인을 캐스팅한다는 방침으로 오디션을 펼쳤는데, 민태인 역은 강력한 록뮤직을 할 수 있으며 기타실력이 있는 사람, 서주희 역은 날씬한 체구에 갸날프지만 총명한 느낌, 가창력이 뛰어난 사람을 선발할 계획이었다.
- 특히, 민태인 역은 당초 김건모, 김원준, 신성우 등이 물망에 올랐으나 이들이 모두 앨범 준비 중인 이유로 출연을 고사했으며 이와 함께 서주희 역의 섭외 문제로 골치를 썩여 편성이 보류됐다.
- 우여곡절 끝에 민태인 역은 최용준[3]이 낙점됐다.
- 연기력과 노래실력을 갖춘 서주희 역은 MBC 공채 탤런트 출신이었던 신예 황인정, 주희를 늘 돌봐주고 우정을 쌓아가는 컴퓨터학도 김종현 역은 1989년 11월 MBC 공채 19기 탤런트로 입사 후 SBS와 MBC를 오가며 활동해 온 이진우가 낙점됐다.
- 그러나, 이 과정에서 MBC-SBS와 마찰을 겪었고 이진우는 개인사정으로 출연을 포기했다. 결국, 설득 끝에 이세창이 김종현 역으로 낙점됐다.

### 기타
- 기대 이하의 성적에 그쳤으며[4] 작가 최현경은 <갈채>의 실패 후 SBS에서 활동해 오다가 1999년 주말극 사랑하세요?로 KBS 복귀를 했다.
- 지나친 음주 장면으로 비판을 받았고 특정 업체의 간접 광고 때문에 1995년 3월 29일 방송위원회(현 방송통신심의위원회)로부터 경고 조치를 받았으며[5] <갈채> 이후 전설의 고향(1996년)까지 KBS의 수목드라마 시간대는 한동안 미니시리즈 형식으로 진행됐다.